# Nguyễn Hồng Sinh
Nguyễn Hồng Sinh (1953 – 26 tháng 7 năm 2021) là một sĩ quan cao cấp của Quân đội nhân dân Việt Nam, hàm Thiếu tướng, nguyên Hiệu trưởng Trường Quân sự Quân đoàn 1, Phó cục trưởng Cục Quân huấn thuộc Bộ Tổng Tham mưu.

## Tiểu sử
Nguyễn Hồng Sinh sinh năm 1953 tại xã Kỳ Thịnh, huyện Kỳ Anh, tỉnh Hà Tĩnh. Ông nhập ngũ từ năm 1972 và lần lượt trở thành Tiểu đội trưởng và Trung đội phó của Đại đội 7 thuộc Tiểu đoàn 2, Đoàn 22B, Quân khu 4. Sau khi trải qua nhiều chức vụ như Trung đội trưởng, Đại đội trưởng, ông trở thành Phó trưởng ban Tác chiến của Sư đoàn 312 thuộc Quân đoàn 1 và Trung đoàn trưởng Trung đoàn 165. Sau khi được cử đi học tại Học viện Lục quân vào năm 1989, ông lần lượt đảm nhiệm Phó tham mưu trưởng và Phó Sư đoàn trưởng Sư đoàn 312, Chánh văn phòng Quân đoàn 1.
Sau khi học tại Học viện Quốc phòng, ông được bổ nhiệm Phó hiệu trưởng Trường Quân sự Quân đoàn 1 vào năm 1998 và trở thành hiệu trưởng một năm sau đó. Tháng 10 năm 2001, ông trở thành Thư ký của Thứ trưởng Bộ Quốc phòng Việt Nam. Đến tháng 1 năm 2009, ông được bổ nhiệm làm Phó cục trưởng Cục Quân huấn và đảm nhiệm chức vụ này cho đến khi về hưu vào năm 2014. Ngày 26 tháng 7 năm 2021, ông qua đời tại Bệnh viện Trung ương Quân đội 108.

## Lịch sử thụ phong quân hàm
| Năm thụ phong | –                                                | 2010                                            |
| ------------- | ------------------------------------------------ | ----------------------------------------------- |
| Quân hàm      | Tập tin:Vietnam People's Army Senior Colonel.jpg | Tập tin:Vietnam People's Army Major General.jpg |
| Cấp bậc       | Đại tá                                           | Thiếu tướng                                     |

## Khen thưởng
- Huân chương Quân công hạng Nhất
- Huân chương Chiến công hạng Nhất
- Huân chương Bảo vệ Tổ quốc hạng Nhì
- Huân chương Kháng chiến chống Mỹ, cứu nước hạng Nhì
- Huân chương Chiến sĩ vẻ vang hạng Nhất, Nhì, Ba
- Huy chương Quân kỳ Quyết thắng